# Henri Pajon
Henri Pajon (Paris - Paris, mars 1776), écuyer, est un avocat et homme de lettres français.

## Biographie
Fils de Claude Pajon ( -1748), bâtonnier des avocats du Parlement de Paris, et de Marie-Anne de Toulieu, et petit-fils du théologien Claude Pajon (1626-1685), Henri Pajon devient avocat au Parlement de Paris en 1727.
Il acquit une certaine notoriété dans les lettres.
Sa sœur, marié à l'avocat Guillaume Vandebergue, est la tante du général Michel Vandebergue.

## Publications
- Lettre à M. le..."pour lui demander d'entrer à son conseil" (1725)
- Histoire du prince Soly, surnommé Prenany, et de la princesse Fêlée (1740, 1760)
- Entretien instructif d'un père avec son fils sur les premiers principes de la religion et de la morale, ou catéchisme raisonné, traduit de l'anglais par Milord (1745)
- Histoire du roi Splendide et de la princesse Hétéroclite (1747)
- Histoire des trois fils d'Hali-Bassa et des trois filles de Siroco, gouverneur d'Alexandrie (1748)[2]
- Contes nouveaux et nouvelles nouvelles en vers (1753)
- Observations sur les donations: Non videntur data, quae, eo tempore que dantur, accipientis non fiunt. Lege 167 Dig. de reg. juris (1761)
- Œuvres posthumes et facéties de Mirabeau le jeune (2e édition 1799)
- Les Aventures de la belle Grecque, traduit de l'anglais par Milord Guinée[3] (trad. 1742)

### Sources
- Nicolas-Toussaint Des Essarts, Les siècles littéraires de la France ou nouveau dictionnaire, historique, critique, et bibliographique, de tous les écrivains français, morts et vivants, jusqu'à la fin du XVIIIe siècle, 1803
- Louis-Mayeul Chaudon, Nouveau dictionnaire historique ou histoire abrégée de tous les hommes qui se sont fait un nom par des talens, des vertus, des forfaits etc, 1804